# Grimmicola
Grimmicola is een monotypisch geslacht van schimmels behorend tot de familie Helotiaceae. Het geslacht bevat alleen Grimmicola parasiticus.